# Jacques Dubois (moine)
Jacques Dubois, né le 10 novembre 1919 à Baugé et mort le 8 décembre 1991 à Paris 18e, est un moine bénédictin de l’abbaye Sainte-Marie de Paris, et historien français.